# دينغ سونغ
دينغ سونغ (بالصينية: 丁松) هو لاعب تنس الطاولة صيني، ولد في 5 سبتمبر 1971 في الصين.